# Środa Śląska
Środa Śląska  (udtale: /ˈʃroʊdə ˈʃlɒ̃skə/, polsk: [ˈɕrɔda ˈɕlɔ̃ska]; tysk: Neumarkt in Schlesien) er en by  i  den centrale del af  Voivodskabet Nedre Schlesien i det sydvestlige Polen.  Byen  har 9.525(2021) indbyggere og et areal på 14,94  km².  Den er en del af   powiatet (amt) Środa Śląska. Byen ligger cirka 32 km vest for den regionale hovedstad Wrocław, ved bækken Średzka Woda.  Den er en del af Wrocław storbyområde.

## Historie
Omdannelsen af Środa Śląska fra en lille  bebyggelse til et centrum af bykarakter blev udført af den polske hertug Henrik 1. den Skæggede (1202-1238), hvis idé var at øge den økonomiske og politiske betydning af Schlesien-regionen som et middel til at genforene det polske kongerige. Han tildelte den stadsrettigheder før 1233. Omkring 1235 gav han den en særlig lov, baseret på Magdeburg-rettigheder, men tilpasset de lokale forhold (tysk NeumarktlovŚrodalov). Navnet Środa betyder "onsdag , som var den dag det ugentlige marked fandt sted.

## Galleri
- Sankt Andreas kirke
- Marias fødselskirke
- Rådhus
- Det ophøjede Hellige Kors kirke
- Anklagerens kontor
- Postkontor